# أمعائية كوبية
أمعائية كوبية (الاسم العلمي: Enterobacter kobei) هي نوع من البكتيريا يتبع جنس الأمعائية من الفصيلة الأمعائيات.